# Gypsophila digenea
Gypsophila digenea là loài thực vật có hoa thuộc họ Cẩm chướng. Loài này được Borbás mô tả khoa học đầu tiên năm 1890.